# Harry Amass
 Harry Amass (London, 2007. március 16. –) angol utánpótlás-válogatott labdarúgó hátvéd, a Manchester United játékosa.

## Pályafutása

### Klubcsapatokban

#### Watford
Kilenc évesen csatlakozott Watford csapatához, Amass először 2023 januárjában lett a felnőtt csapat keretébe nevezve, mindössze tizenöt évesen, a Championshipben szereplő Reading elleni FA Kupa mérkőzésen január 7-én, a csapat 2-0-ás veresége alkalmával a fiatal védő nem lépett pályára.

#### Manchester United
2023 márciusában a brit Evening Standard bulvárlap lehozta, hogy a Premier Leagueben szereplő Manchester United közel áll a megegyezéshez az angol védővel, megelőzve a rivális Chelsea csapatát a játékos megszerzésében A következő hónapban a Watford új szerződést ajánlott Amass számára, azonban júniusban, egyes lapértesülések szerint egy négy éves szerződésben állapodott meg a Manchester United és a játékos, amely után kompenzációs díjat kellett fizetniük a Watford csapatának. Az átigazolást végül 2023. augusztusában jelentette be az angol rekordbajnok.
Amasst 2024. februárjában Erik ten Hag menedzser behívta az akadémiáról az első csapat edzéseire, köszönhetően a csapatot sújtó  sérüléshullámnak. 2024. április 7-én szerepelt először a felnőtt keretben, a cserepadon ült a Liverpool elleni bajnoki során.
A 2024–2025-ös szezon kezdete előtt elutazott felkészülni a kerettel az Egyesült Államokba, ahol több mérkőzésen is játszott, teljesítményeit méltatták. 2025. március 16-án mutatkozott be a felnőtt csapatban, a Leicester City elleni bajnokin, 18. születésnapján. 2025. április 13-án már kezdőként játszott a Newcastle United otthonában.

### A válogatottban
Miközben az U15-ös angol válogatottban szerepelt, Amasst behívták az U16-os csapatba ahol a ciprusi UEFA Development Tournamenten szerepelt 2023. februárjában. Segítségével a csapat megnyerte a tornát, legyőzve a házigazda Ciprust, Skóciát és Dániát. 2024 szeptemberében bemutatkozott az U18-as válogatottban.

## Statisztika
2025. április 13-i adatok alapján.
| Csapat                | Szezon           | Bajnokság        | Bajnokság | Bajnokság | Kupa | Kupa  | Ligakupa | Ligakupa | Nemzetközi | Nemzetközi | Egyéb | Egyéb | Összesen | Összesen |
| Csapat                | Szezon           | Osztály          | P.        | Gólok     | P.   | Gólok | P.       | Gólok    | P.         | Gólok      | P.    | Gólok | P.       | Gólok    |
| --------------------- | ---------------- | ---------------- | --------- | --------- | ---- | ----- | -------- | -------- | ---------- | ---------- | ----- | ----- | -------- | -------- |
| Manchester United U21 | 2024–2025        | —                | —         | —         | —    | —     | —        | —        | —          | —          | 3     | 0     | 3        | 0        |
| Manchester United U21 | Összesen         | Összesen         | —         | —         | —    | —     | —        | —        | —          | —          | 3     | 0     | 3        | 0        |
| Manchester United     | 2024–2025        | Premier League   | 2         | 0         | —    | —     | —        | —        | 0          | 0          | —     | —     | 2        | 0        |
| Karrier összesen      | Karrier összesen | Karrier összesen | 2         | 0         | 0    | 0     | 0        | 0        | 0          | 0          | 3     | 0     | 5        | 0        |

1. ↑  Pályára lépések az EFL Trophyban

## Sikerek és díjak
Egyéni
- Jimmy Murphy-díj: 2024–2025[15]

## Fordítás
Ez a szócikk részben vagy egészben  a   Harry Amass című angol Wikipédia-szócikk fordításán alapul.  Az eredeti cikk szerkesztőit annak laptörténete sorolja fel. Ez a jelzés csupán a megfogalmazás eredetét és a szerzői jogokat jelzi, nem szolgál a cikkben szereplő információk forrásmegjelöléseként.